# Komitee zur Befreiung der Völker Rußlands
Das Komitee zur Befreiung der Völker Rußlands (russisch: Комите́т освобожде́ния наро́дов Росси́и (Komitet oswoboschdenija narodow Rossii)), auch unter seiner Abkürzung KONR bekannt, war eine Organisation von pro-deutschen Elementen der sowjetischen Gesellschaft, die während des Deutsch-Sowjetischen Krieges mit der Wehrmacht und dem NS-Staat kollaborierte. Es ist nicht zu verwechseln mit dem Amerikanischen Komitee für die Befreiung der Völker Russlands. Das Komitee existierte ab Juli 1944.

## Hintergrund

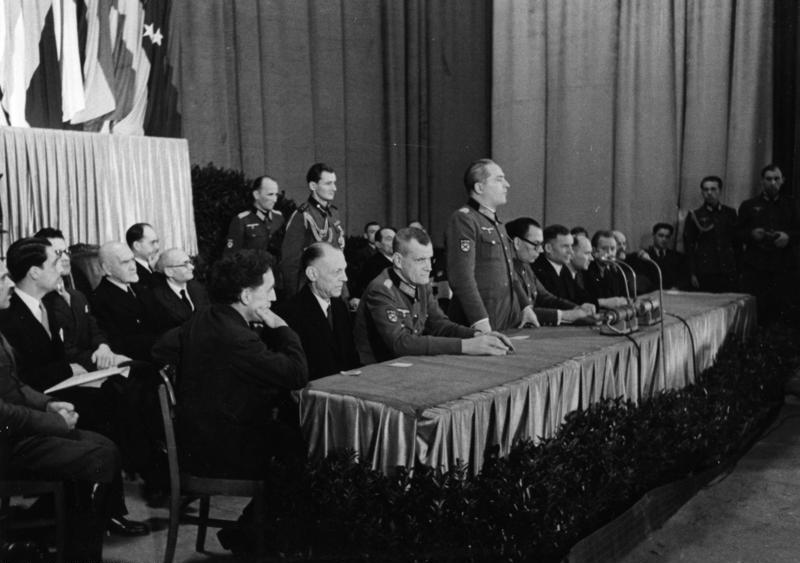
Erste Kundgebung des neugegründeten KONR in Berlin, November 1944

Das Deutsche Reich hatte am 22. Juni 1941 die Sowjetunion überfallen („Barbarossa“). Während die Kollaboration der nicht-russischen Völker erwünscht war (Weißruthenische Hilfspolizei, Ukrainische Hilfspolizei etc.) und aus Angehörigen dieser Volksgruppen schon bald deutsche militärische Verbände rekrutiert wurden (14. Waffengrenadier-Division etc.), blieb diese Behandlung der russischen Volksgruppe zunächst verwehrt. In der nationalsozialistischen Rassenlehre stellten die Russen das wichtigste Beispiel (neben den Juden) für das „Untermenschentum“ in der UdSSR dar, weshalb ihnen eine Teilnahme am Krieg auf deutscher Seite in der anfänglichen Sicht Adolf Hitlers verwehrt werden musste.:206
Diese Politik wurde in der Realität des Krieges oft durch vereinzelte Fälle der Kollaboration aufgeweicht. In Jugoslawien bildeten kollaborationswillige russische Exil-Weiße das Russische Schutzkorps.:43f. Am 22. August 1941 lief das sowjetische 436. Schützenregiment geschlossen über und wurde von der Heeresgruppe Mitte als „Kosakenabteilung 600“ für Sicherungsaufgaben in eigene Dienste gestellt. Hierbei zeigte sich früh das politische Geschick der mittleren deutschen Führungsebenen, ethnische Russen als „Kosaken“ zu titulieren, um ihre Kollaboration in den Augen der nationalsozialistischen Rassepolitik akzeptabler zu machen. Ende 1941 wurde die Aufstellung kosakischer Verbände (zunächst maximal in der Größenordnung eines Bataillons, ab Frühjahr 1943 auch in größeren Verbänden) für den Dienst auf deutscher Seite genehmigt. Dazu kam die „Russische Volksbefreiungsarmee“ (RONA) unter Bronislaw Kaminski, der in der Stadt Lokot eine von der 2. Panzerarmee tolerierte experimentelle „Selbstverwaltung“ errichtete. Kaminski wurde August 1943 mit seinen Soldaten nach Belarus evakuiert; später wurden Kaminskis Truppen zur 29. Waffengrenadier-Division. Nach der deutschen Niederlage bei Stalingrad im Winter 1942/43 wurde der Zugriff der deutschen Wehrmacht auf mehrheitlich ethnisch russische Gebiete jedoch stark beschränkt, und die deutschen Vorstöße der Jahre 1941 und 1942 wurden durch Rückzüge ersetzt. Dennoch wuchs die Zahl und Größe der Kosaken-Verbände der Wehrmacht, deren Mitglieder oft nichtkosakische Russen waren. Ab Frühjahr 1943 wurden Verbände in Regimentsstärke aufgestellt, bis September 1943 folgte als Nächstes sogar die Aufstellung der „1. Kosaken-Division“, die danach zuerst an den jugoslawischen Kriegsschauplatz verlegt wurde.:206–213

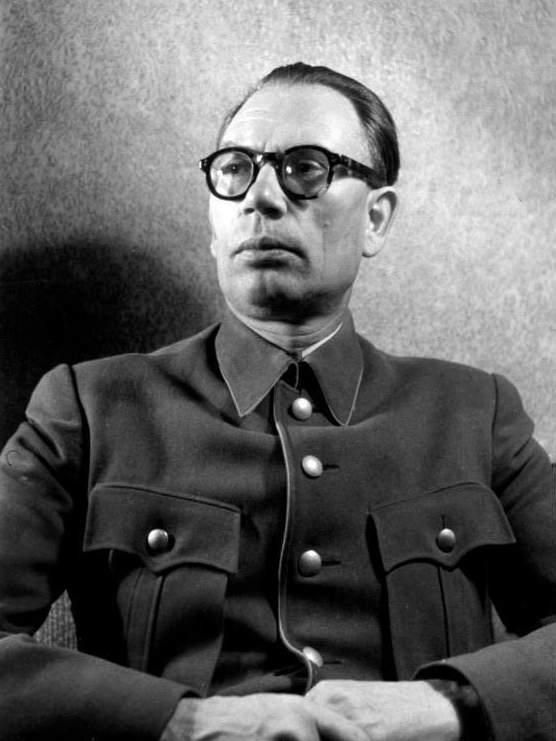
Andrei A. Wlassow, im Jahr 1942 gefangen genommen, stellte sich den Deutschen als Anführer einer russischen Armee gegen die UdSSR zur Verfügung.

Außer den Schlupflöchern des Kosakendiensts oder der halbautonomen Kollaborationsgebiete blieb ethnischen Russen der Dienst an der Waffe auf der deutschen Seite jedoch bis in das Jahr 1944 verwehrt. Dennoch wurden mit den Niederlagen von 1943 die Rufe von Personen wie Heinrich Himmler für die Bewaffnung russischer Kollaborationsverbände lauter. Unter den seit Beginn des Krieges von den Deutschen gefangenen sowjetischen Generalen befand sich auch ein passender Kandidat für die Führung solcher Verbände: Andrei A. Wlassow, der bei der Schlacht um Moskau eine wichtige Rolle auf der sowjetischen Seite gespielt,:217 die 2. Stoßarmee geführt und zeitweise den stellvertretenden Oberbefehl über die Wolchow-Front innegehabt hatte,:70 und der sich von der Sowjetführung verraten fühlte, nachdem seine Armee im Juli 1942 südlich von Leningrad keine Unterstützung gegen die Deutschen erhalten hatte;:216 bereits am 3. August 1942 bot Wlassow den Deutschen die Aufstellung russischer Verbände aus gefangenen Rotarmisten an.:25
Zwar wurde Wlassow im Zuge von Propagandaauftritten der OKH bereits im Februar 1943 (so etwa am 26. Februar 1943 in Smolensk) als Galionsfigur eines anti-sowjetischen russischen Nationalismus benutzt, aber die Aufstellung sowjetischer Verbände blieb noch aus. Am 1. März begannen, unter Leitung von Claus Schenk Graf von Stauffenberg, etwa 1.200 russische Kollaborateure in Dabendorf die Ausbildung zur Verwendung in der „Ostpropagandaabteilung z.b.V.“, aber noch am 8. Juni 1943 befahl Hitler die ausschließliche Verwendung von Russen für den Arbeitsdienst und lehnte die Verwendung unter Waffen ab.:217
Der Sommer 1944 brachte schließlich ein endgültiges Umdenken: Die große sowjetische Sommeroffensive („Bagration“) führte ab dem 22. Juni zum Zusammenbruch der Heeresgruppe Mitte, die Westalliierten gingen am 6. Juni in der Normandie an Land und eine Gruppe von Verschwörern in der Wehrmacht versuchte am 20. Juli, Hitler zu ermorden. Heinrich Himmler, der die Idee bewaffneter russischer Verbände schon früh befürwortet hatte, übernahm jetzt das Kommando über das Ersatzheer und wurde dadurch zu einer entscheidenden Figur in der Nachschuborganisation der Wehrmacht.:219 Im Oktober 1944 wurde die Gründung eines pro-deutschen Komitees russischer Offiziere erlaubt,:27f. auch wenn es nach wie vor Gegner der Idee gab. Alfred Rosenberg warnte in einem Brief vom 12. Dezember 1944 an Reichskanzlei-Chef Hans Heinrich Lammers vor der Gefahr, dass eine organisierte russische Kollaborationsarmee die Deutschen schon bald verraten und Terroranschläge im Deutschen Reich begehen könnte.:369

## Geschichte
Heinrich Himmler verfolgte ab Juli 1944 wiederum eine Kollaboration der ethnischen Russen, die auf die Person Andrei Wlassow ausgerichtet war (auch wenn das OKH zeitweise Boris Smyslowsky, den späteren Führer der 1. Russische Nationalarmee, favorisierte). Im Verlauf des Sommers und Herbsts 1944 trat Wlassow wiederholt in der Öffentlichkeit auf und kündigte die Aufstellung großer russischer Freiwilligenverbände gegen die Sowjetunion an, aus denen später die Russische Befreiungsarmee („Wlassow-Armee“) wurde.:221
Im Prager Manifest vom 14. November 1944 wurde schließlich die Gründung des Komitees zur Befreiung der Völker Rußlands angekündigt und ein politisches 14-Punkte-Programm „mit fortschrittlich-sozialdemokratischen Ideen“ vorgestellt.:221 Dieser erste offizielle Auftritt des KONR Wlassow bewarb seine Vision eines unabhängigen Russland als demokratisch;:12 er forderte ein verhandeltes Kriegsende und einen ehrenvollen Frieden zwischen seinem neuen Russland und dem nationalsozialistischen Deutschland.:368f. Hierbei blieben politische Faktoren wie der von deutscher Seite ausdrücklich erwünschte Antisemitismus oder ein persönliche Loyalität gegenüber Adolf Hitler unerwähnt. Trotzdem war besonders Joseph Goebbels mit dem Manifest zufrieden, da er sich einen propagandistischen Erfolg bei der Beeinflussung der öffentlichen Meinung, insbesondere in den Staaten der Westalliierten, erhoffte.:221

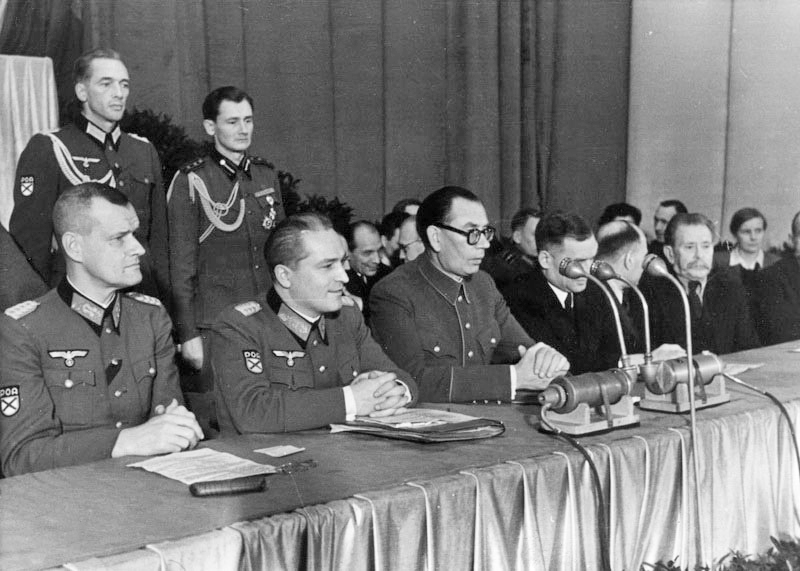
Führungspersonen des KONR während der Gründungskundbegung des KONR, Andrei Wlassow am Mikrofon, Georgi Schilenkow links daneben

Zu den Mitgliedern des KONR gehörten neben Andrei Wlassow auch Generalmajor Fjodor Truchin (als Stabschef), Generalleutnant Georgi Schilenkow (als Propagandabeauftragter), Oberst Wladimir Posdnjakow und Oberst Igor Sacharow.:12 Wlassow verfolgte im Zuge seiner Aufgabe als KONR-Chef die Aufstellung einer vereinigten pro-deutschen Streitmacht für das gesamte Gebiet der Sowjetunion.:369 Diese „VS-KONR“ (Вооружённые силы Комитета освобождения народов России, „Streitkräfte des Komitees zur Befreiung der Völker Rußlands“), besser bekannt als Russische Befreiungsarmee (ROA), wurde jedoch von anderen Kollaborationsorganisationen bekämpft; der Weißruthenische Zentralrat verlangte etwa völlig separate Streitkräfte für Belarus.:369 Die meisten nichtrussischen Kollaborateure der Sowjetunion blieben dem KONR fern.:267 Die einzige nichtrussische Volksgruppe, die Wlassow für seine Befreiungsarmee gewinnen konnte, waren die Kalmücken; das Kalmückische Kavalleriekorps wurde nach dem Krieg für seine Kooperation mit der ROA an die UdSSR ausgeliefert und dort bestraft.:41
Wlassow erhielt am 28. Januar 1945, während sich die Rote Armee schon im Zuge der Weichsel-Oder-Operation schon auf den letzten Stoß in Richtung Berlin vorbereitete, endlich auch von Hitler offizielle Anerkennung und wurde zum „Oberbefehlshaber der russischen Streitkräfte“ ernannt, wodurch die Russische Befreiungsarmee offiziell den Status der Streitmächte eines mit Deutschland verbündeten Staates erhielt.:221–226 Den tatsächlichen Oberbefehl über seine Russische Befreiungsarmee erhielt er am 10. Februar 1945.:267 Die Aufstellung neuer Großverbände in Form der 600. Infanterie-Division, 650. Infanterie-Division und einer lediglich geplanten dritten Division brachte aber keine militärischen Erfolge zu Tage. In den letzten Kriegstagen wechselte die Russische Befreiungsarmee im Prager Aufstand (5.–8. Mai 1945) die Seite und bekämpfte die Deutschen; die Westalliierten lieferten die meisten Wlassow-Soldaten aber trotzdem nach Kriegsende an die Sowjetunion aus, wo sie hart bestraft wurden.:221–226